# Eternity
Eternity — третій студійний альбом англійської групи Anathema, який був випущений 11 листопада 1996 року.

## Композиції
1. Sentient - 02:59
2. Angelica - 05:51
3. The Beloved - 04:44
4. Eternity, Part I - 05:35
5. Eternity, Part II - 03:12
6. Hope - 05:55
7. Suicide Veil - 05:11
8. Radiance - 05:52
9. Far Away - 05:30
10. Eternity, Part III - 04:44
11. Cries on the Wind - 05:01
12. Ascension - 03:20

## Склад
- Вінсент Кеванах — вокал, гітара
- Джон Дуглас — ударні
- Дункан Паттерсон — бас гітара
- Деніел Кеванах — гітара